# Parti national républicain (Salvador)
Pour les articles homonymes, voir Parti national républicain.
Le Parti national républicain (Partido Republicano Nacional) était un parti politique salvadorien qui a existé de 1930 à 1931.
Le parti a été fondé par le général de brigade Maximiliano Hernández Martínez et s'est présenté aux élections générales de 1931. Le parti a rejoint une coalition avec Arturo Araujo du parti travailliste lors des élections générales de 1931. La coalition n'a pas réussi à obtenir la majorité, mais Araujo a été élu président par l'Assemblée législative et Maximiliano Hernández Martínez est devenu vice-président.
Le parti a été dissous à la suite du coup d'État salvadorien de 1931, mais celui-ci a ensuite été transformé en Parti National Pro Patria,.